# Pallavolo ai III Giochi panafricani
I tornei di pallavolo ai III Giochi panafricani si sono disputati durante la III edizione dei Giochi panafricani, che si è svolta ad Algeria, in Algeria, nel 1978.

## Podi
| Evento                      | Oro     | Argento | Bronzo  |
| Torneo maschile (dettagli)  | Tunisia | Nigeria | Algeria |
| Torneo femminile (dettagli) | Algeria | Nigeria | Ghana   |